# EuroChocolate
EuroChocolate es un festival anual de chocolate que toma lugar en Perugia, la capital de la región de Umbría en Italia central. El festival se celebra desde 1992 y es uno de los festivales más grandes de Europa. EuroChocolate atrae casi un millón de turistas y nativos de Italia cada año. Dura nueve días y se localiza en las plazas y áreas de la Plaza Italia, Piazza della Repubblica, Corso Vannucci, Via Mazzini, Via Fani, y Piazza IV Novembre.
La empresa de Italia de chocolate más conocida Perugina (ahora pertenece a Nestlé), conocida por su Baci, es representada junto a un número de otras marcas como Lindt & Sprüngli.
EuroChocolate ofrece muchos aperitivos y opciones de recuerdos como chocolate con bananas, licor de chocolate, y moldes de chocolate.:v

EuroChocolate se ha extendido a otras ciudades italianas como Roma y Turín.